# Willie Adams

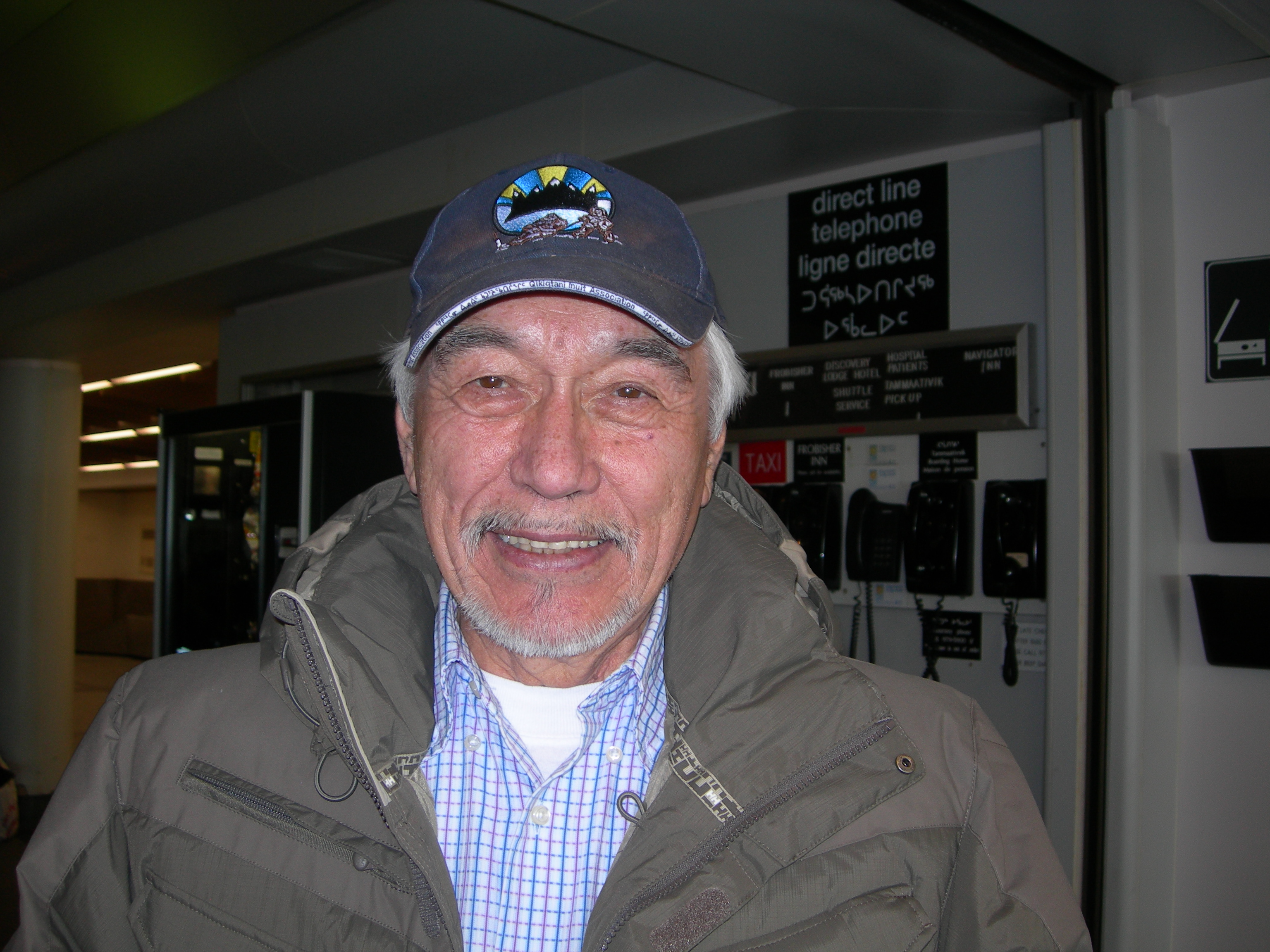
Senator Willie Adams, 2008

Willie Adams (* 22. Juni 1934 in Fort Chimo, Québec) ist ein kanadischer Politiker der Liberalen Partei. Er war vom 5. April 1977 bis zum 22. Juni 2009 Mitglied des kanadischen Senats.
Adams wurde 1934 in Fort Chimo, Québec geboren. 1970 bis 1974 war der Geschäftsmann und gelernte Elektriker Mitglied des Northwest Territories Council. 1977 wurde er von Premierminister Pierre Trudeau als Senator vorgeschlagen. Dort vertrat er bis 1999 die Nordwest-Territorien. Nach 1999 vertrat Adams das Nunavut-Territorium. 
Adams ist verheiratet und Vater von 10 Kindern.